# Mauricio Manzano
José Mauricio Manzano López, né le 30 septembre 1943 à San Salvador au Salvador, est un joueur de football international salvadorien, qui évoluait au poste de défenseur.

## Biographie

### Carrière en sélection
Avec l'équipe du Salvador, il figure dans le groupe des sélectionnés lors de la Coupe du monde de 1970.  Lors du mondial organisé au Mexique, il joue un match contre la Belgique.

## Palmarès
FAS
- Championnat du Salvador :
  - Vice-champion : 1970.